# К-114 «Тула»

Схематичне зображення радянського підводного човна проєкту 667БДРМ «Дельфін»

| К-114 «Тула» | К-114 «Тула»                                                                              | К-114 «Тула»                                                                              |
| --- | ----------------------------------------------------------------------------------------- | ----------------------------------------------------------------------------------------- |
| К-114 «Тула» |                                                                                           |                                                                                           |
| |                                                                                           |                                                                                           |
| Російський атомний підводний човен К-114 «Тула» біля причалу військово-морської бази Північного флоту РФ у місті Гаджієво. Росія, Мурманська область. 2011 |                                                                                           |                                                                                           |
| Верф | завод № 402, Сєверодвінськ                                                                | завод № 402, Сєверодвінськ                                                                |
| Під прапором | СРСР Росія                                                                                | СРСР Росія                                                                                |
| Належність | Військово-морський флот СРСР · Військово-морські сили Російської Федерації                | Військово-морський флот СРСР · Військово-морські сили Російської Федерації                |
| Порт приписки | Західна Ліца, Оленья Губа, Гаджієво                                                       | Західна Ліца, Оленья Губа, Гаджієво                                                       |
| На честь | Тула                                                                                      | Тула                                                                                      |
| Закладений | 22 лютого 1984                                                                            | 22 лютого 1984                                                                            |
| Спуск на воду | 22 січня 1987                                                                             | 22 січня 1987                                                                             |
| Введений до складу флоту | 30 жовтня 1987                                                                            | 30 жовтня 1987                                                                            |
| Перейменований | 21 серпня 1997 року присвоєно найменування «Тула»                                         | 21 серпня 1997 року присвоєно найменування «Тула»                                         |
| На службі | 1987–по т.ч.                                                                              | 1987–по т.ч.                                                                              |
| Бойовий досвід | Холодна війна                                                                             | Холодна війна                                                                             |
| Проєкт |                                                                                           |                                                                                           |
| Тип ПЧ | атомний підводний човен з балістичними ракетами                                           | атомний підводний човен з балістичними ракетами                                           |
| Розробник проєкту | ЦКБМТ «Рубін»                                                                             | ЦКБМТ «Рубін»                                                                             |
| Головний конструктор | Ковальов С. М.                                                                            | Ковальов С. М.                                                                            |
| Класифікація НАТО | «Delta IV»                                                                                | «Delta IV»                                                                                |
| Основні характеристики |                                                                                           |                                                                                           |
| Швидкість (надводна) | 14 вузлів (27 км/год)                                                                     | 14 вузлів (27 км/год)                                                                     |
| Швидкість (підводна) | 24 вузли (47 км/год)                                                                      | 24 вузли (47 км/год)                                                                      |
| Робоча глибина занурення | 320—400 м                                                                                 | 320—400 м                                                                                 |
| Гранична глибина занурення | 550 м                                                                                     | 550 м                                                                                     |
| Автономність плавання | 80-90 діб                                                                                 | 80-90 діб                                                                                 |
| Екіпаж | 135 осіб                                                                                  | 135 осіб                                                                                  |
| Розміри |                                                                                           |                                                                                           |
| Довжина найбільша (по КВЛ) | 167 м                                                                                     | 167 м                                                                                     |
| Ширина корпусу найб. | 11,7 м                                                                                    | 11,7 м                                                                                    |
| Середня осадка (по КВЛ) | 8,8 м                                                                                     | 8,8 м                                                                                     |
| Водотоннажність надводна | 11 740 т                                                                                  | 11 740 т                                                                                  |
| Водотоннажність підводна | 18 200 т                                                                                  | 18 200 т                                                                                  |
| Силова установка |                                                                                           |                                                                                           |
| Атомна: 2 × два водо-водяних реакторів потужністю 90 МВт, дві паротурбіни потужністю 20 000 к.с.                                                           |                                                                                           |                                                                                           |
| Гвинти | 2                                                                                         | 2                                                                                         |
| Потужність | 2 × 90 000 к. с.                                                                          | 2 × 90 000 к. с.                                                                          |
| Озброєння |                                                                                           |                                                                                           |
| Торпедно- мінне озброєння | 4 ТА калібру 533-мм (12 торпед САЕТ-60М та 53-65М)                                        | 4 ТА калібру 533-мм (12 торпед САЕТ-60М та 53-65М)                                        |
| Ракетне озброєння | ракетний комплекс Д-9РМ з БРПЧ 16 ракет Р-29РМ, Р-29РМУ2 «Синева» або Р-29РМУ2.1 «Лайнер» | ракетний комплекс Д-9РМ з БРПЧ 16 ракет Р-29РМ, Р-29РМУ2 «Синева» або Р-29РМУ2.1 «Лайнер» |
| ППО | ЗУР «Ігла-1» (8 шт.)                                                                      | ЗУР «Ігла-1» (8 шт.)                                                                      |

К-114 «Тула» (рос. К-114 «Тула») — радянський та російський атомний підводний човен проєкту 667БДРМ «Дельфін», який перебуває на озброєнні ВМФ СРСР та ВМФ РФ з 1987 року. Закладений 22 лютого 1984 року під найменуванням К-114 на заводі завод № 402 у Сєверодвінську під заводським номером 382. 22 січня 1987 року спущений на воду. 30 жовтня 1987 року включений до складу Північного флоту ВМФ СРСР.

## Історія
У жовтні 1990 року К-114 відвідав Перший заступник Міністра оборони СРСР генерал армії В. М. Кочетов.
З червня 2000 року по 21 квітня 2004 року пройшов середній ремонт та модернізацію на заводі «Звєздочка» у Сєвєродвінську. 17 грудня 2007 року здійснив успішний пуск ракети РСМ-54 «Синева» в акваторії Баренцевого моря, а 26 грудня того ж року здійснив успішний пуск ракети Р-29РМУ2 «Синева» у підводному положенні в акваторії Баренцевого моря.
11 жовтня 2008 року провів успішний пуск ракети РСМ-54 «Синева» з акваторії Баренцевого моря. Вперше в історії російського флоту стрільба велася по цілі в районі екваторіальної частини Тихого океану, дальність польоту ракети склала 11547 кілометрів.
4 березня 2010 року здійснив успішний пуск ракети РСМ-54 «Синева» з акваторії Баренцевого моря. 6 серпня того ж року здійснив черговий успішний пуск двох ракет Р-29РМУ2 «Синева» в акваторії Баренцевого моря.
29 вересня 2011 року здійснив успішний пуск ракети Р-29РМУ2.1 «Лайнер» в акваторії Баренцевого моря.
У травні 2014 року командувач Північного флоту адмірал Володимир Корольов на розширеному засіданні Військової Ради Північного флоту подякував командуванню підводних сил та екіпажу стратегічного атомного підводного човна «Тула» за успішне виконання стрільби балістичною ракетою. 5 листопада човен знову здійснив успішний пуск ракети «Синева» в акваторії Баренцевого моря.
15 грудня 2015 року човен прибув на судноремонтний завод «Звєздочка» для ремонту. 28 грудня 2017 року завершився ремонт підводного човна. 24 серпня 2019 року з корабля було здійснено пуск ракети Р-29РМУ2 «Синева» з акваторії Північного льодовитого океану по полігону «Чижа» в Архангельській області. Наприкінці березня 2021 року в рамках навчань «Умка-2021» сплив в Арктиці одночасно з БС-64 та К-549.
За даними на початок 2022 року, підводний човен залишається в строю.